# 8e étape du Tour d'Espagne 2009

La huitième étape du Tour d'Espagne 2009 s'est déroulée le 6 septembre 2009 entre  Alzira et l'Alto de Aitana sur 205 kilomètres. Cette première étape de montagne est remportée par l'Italien Damiano Cunego. Cadel Evans, quatrième de l'étape, prend la tête du classement général.

## Récit
Damiano Cunego a couronné une saison quelque peu décevante en remportant la première étape de montagne. L'Italien a attaqué depuis un groupe de poursuite à un peu plus de deux kilomètres du sommet pour rattraper et dépasser David Moncoutie (Cofidis), qui était le seul coureur restant de l'échappée matinale. Le Français a terminé deuxième à 33 secondes. La troisième place est revenue à Robert Gesink (Rabobank) à 36 secondes. Le trio des favoris (Sánchez, Valverde et Evans) ont fini à 44 secondes. Evans s'est emparé du maillot de leader avec deux petites secondes sur Valverde et 8 sur Sánchez.

## Classement de l'étape
|    | Coureur            | Pays      | Équipe            | Temps           |
| -- | ------------------ | --------- | ----------------- | --------------- |
| 1  | Damiano Cunego     | Italie    | Lampre-NGC        | 6 h 05 min 54 s |
| 2  | David Moncoutié    | France    | Cofidis           | + 33 s          |
| 3  | Robert Gesink      | Pays-Bas  | Rabobank          | + 36 s          |
| 4  | Cadel Evans        | Australie | Silence-Lotto     | + 44 s          |
| 5  | Alejandro Valverde | Espagne   | Caisse d'Épargne  | m.t.            |
| 6  | Samuel Sánchez     | Espagne   | Euskaltel-Euskadi | m.t.            |
| 7  | Tadej Valjavec     | Slovénie  | AG2R La Mondiale  | + 50 s          |
| 8  | Ivan Basso         | Italie    | Liquigas          | m.t.            |
| 9  | Ezequiel Mosquera  | Espagne   | Xacobeo Galicia   | m.t.            |
| 10 | Joaquim Rodríguez  | Espagne   | Caisse d'Épargne  | m.t.            |

## Classement général
|     | Coureur            | Pays       | Équipe            | Temps            |
| --- | ------------------ | ---------- | ----------------- | ---------------- |
| 1   | Cadel Evans        | Australie  | Silence-Lotto     | 31 h 05 min 02 s |
| 2   | Alejandro Valverde | Espagne    | Caisse d'Épargne  | + 2 s            |
| 3   | Samuel Sánchez     | Espagne    | Euskaltel-Euskadi | + 8 s            |
| 4   | Thomas Danielson   | États-Unis | Garmin-Slipstream | + 13 s           |
| 5   | Robert Gesink      | Pays-Bas   | Rabobank          | + 29 s           |
| 6   | Ivan Basso         | Italie     | Liquigas          | + 46 s           |
| 7   | Damiano Cunego     | Italie     | Lampre-NGC        | + 1 min 26 s     |
| 8   | Haimar Zubeldia    | Espagne    | Astana            | + 1 min 37 s     |
| 9   | Ezequiel Mosquera  | Espagne    | Xacobeo Galicia   | + 1 min 46 s     |
| Dsq | Juan José Cobo     | Espagne    | Fuji-Servetto     | + 2 min 03 s     |

## Classements annexes
| Classement par points | Classement par points | Classement par points | Classement par points | Classement par points |
| Rang                  | Cycliste              | Pays                  | Équipe                | Pts                   |
| --------------------- | --------------------- | --------------------- | --------------------- | --------------------- |
|                       | André Greipel         | Allemagne             | Team Columbia-HTC     | 85                    |
| 2                     | Tom Boonen            | Belgique              | Quick Step            | 75                    |
| 3                     | Tyler Farrar          | États-Unis            | Garmin-Transitions    | 67                    |

| Grand Prix de la montagne | Grand Prix de la montagne | Grand Prix de la montagne | Grand Prix de la montagne | Grand Prix de la montagne |
| Rang                      | Cycliste                  | Pays                      | Équipe                    | Pts                       |
| ------------------------- | ------------------------- | ------------------------- | ------------------------- | ------------------------- |
|                           | David Moncoutié           | France                    | Cofidis                   | 60                        |
| 2                         | Pieter Weening            | Pays-Bas                  | Rabobank                  | 48                        |
| 3                         | Johnny Hoogerland         | Pays-Bas                  | Vacansoleil               | 31                        |

| Combiné | Combiné            | Combiné   | Combiné          | Combiné |
| Rang    | Cycliste           | Pays      | Équipe           | Pts     |
| ------- | ------------------ | --------- | ---------------- | ------- |
|         | Cadel Evans        | Australie | Silence-Lotto    | 17      |
| 2       | Damiano Cunego     | Italie    | Lampre           | 25      |
| 3       | Alejandro Valverde | Espagne   | Caisse d'Épargne | 27      |

| Classement par équipes | Classement par équipes | Classement par équipes | Classement par équipes | Classement par équipes |
| Rang                   | Pays                   | Équipe                 | Temps                  |                        |
| ---------------------- | ---------------------- | ---------------------- | ---------------------- | ---------------------- |
|                        | Caisse d'Épargne       | Espagne                | en 93 h 17 min 20 s    |                        |
| 2                      | Astana                 | Kazakhstan             | + 3 min 20 s           |                        |
| 3                      | Silence-Lotto          | Belgique               | + 6 min 12 s           |                        |

## Abandons
- Giovanni Bernaudeau (BBox Bouygues Telecom)
- Vincent Jérôme (BBox Bouygues Telecom)
- Andy Schleck (Team Saxo Bank)